# Cratere Wilma
Wilma  è un cratere sulla superficie di Venere.